# Ignacio Varisco
Ignacio Nicolás Varisco (Paraná, Entre Ríos, 27 de agosto de 2001) es un baloncestista argentino que se desempeña como alero en Quique Club de la Liga Provincial de Básquetbol de Mayores de Entre Ríos en Argentina.

## Trayectoria
Formado en la cantera del Quique Club de la ciudad de Paraná, fue más tarde reclutado por Echagüe, equipo con el cual debutaría como profesional en La Liga Argentina. 
Llegó a Ferro en enero de 2018, como parte de un proyecto de la institución porteña para potenciar a sus divisiones juveniles.
Hizo su debut en la Liga Nacional de Básquet en diciembre de 2018, en un duelo de su equipo frente a Estudiantes Concordia. En los tres años y medio en los que estuvo en Ferro sólo actuó en 30 partidos con el equipo profesional, jugando el resto del tiempo con la escuadra juvenil en la Liga de Desarrollo y el Torneo Federal de Básquetbol. 
En 2021 fue transferido a Platense. Tuvo presencia en 36 partidos, aunque promediando unos	8.9	minutos de juego por encuentro. Luego de la temporada dejó al club para fichar con Ciclista Juninense, en lo que sería su retorno a La Liga Argentina. Tras una temporada en ese equipo, fichó con Atlético Pilar de la misma categoría.

### Clubes
| Club               | País      | Año             |
| ------------------ | --------- | --------------- |
| Echagüe            | Argentina | 2017            |
| Ferro              | Argentina | 2018 - 2021     |
| Platense           | Argentina | 2021 - 2022     |
| Ciclista Juninense | Argentina | 2022 - 2023     |
| Atlético Pilar     | Argentina | 2023 - 2024     |
| Quique Club        | Argentina | 2024            |
| Atlético Pilar     | Argentina | 2024 - 2025     |
| Quique Club        | Argentina | 2025 - Presente |

## Selección nacional
Varisco fue miembro de los seleccionados juveniles de baloncesto de Argentina, llegando a disputar el Campeonato FIBA Américas Sub-16 de 2017 y el Campeonato Mundial de Baloncesto Sub-17 de 2018 entre otros torneos. 